# Альтернативная энергетика
Доли в % различных источников в мировом производстве электроэнергии в 2019 году (IEA, 2021)
 Уголь/Торф (36,7 %) Природный газ (23,5 %) Гидро (16,0 %) Ядерная (10,3 %) Ветровая (5,3 %) Нефть (2,8 %) Солнечная (2,6 %) Биотопливо и энергия из отходов (2,4 %) Геотермальная, приливная и прочие (0,5 %)

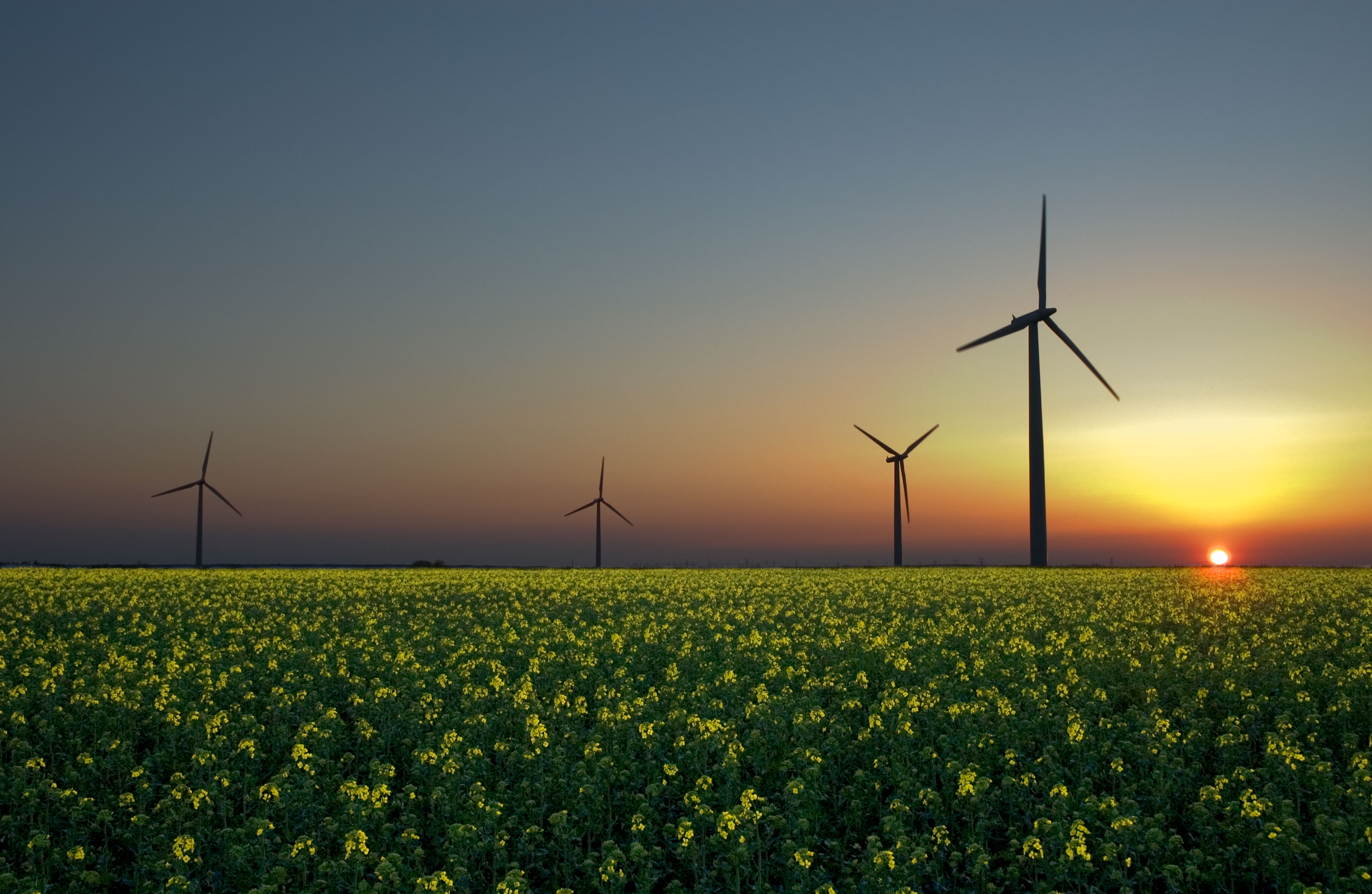
Ветрогенераторы ВЭС для получения ветровой энергии

Альтернати́вная энерге́тика — совокупность перспективных способов получения, хранения, передачи и использования энергии из источников (как правило, возобновляемых), которые используются не так широко, как традиционные, однако представляют интерес из-за выгодности их использования при, как правило, низком риске причинения вреда окружающей среде. Также в большинстве случаев альтернативные источники энергии более локализованы и в связке с традиционными энергоресурсами обеспечивают более высокий уровень энергетической безопасности.

## Направления альтернативной энергетики

### Альтернативные источники энергии
Основным направлением альтернативной энергетики является поиск и использование альтернативных (нетрадиционных) источников энергии.
Источники энергии — «встречающиеся в природе вещества и процессы, которые позволяют человеку получить необходимую для существования энергию».
Альтернативный источник энергии является возобновляемым ресурсом, он заменяет собой традиционные источники энергии, функционирующие на нефти, добываемом природном газе и угле, которые при сгорании выделяют в атмосферу углекислый газ, способствующий росту парникового эффекта и глобальному потеплению. Причина поиска альтернативных источников энергии — потребность получать её из возобновляемых или практически неисчерпаемых природных ресурсов и явлений. Также во внимание может браться экологичность и экономичность.

#### Классификация источников
| Способ использования                                         | Энергия, используемая человеком             | Первоначальный природный источник               |
| ------------------------------------------------------------ | ------------------------------------------- | ----------------------------------------------- |
| Солнечные электростанции                                     | Электромагнитное излучение Солнца           | Солнечный ядерный синтез                        |
| Ветряные электростанции                                      | Кинетическая энергия ветра                  | Солнечный ядерный синтез, Движения Земли и Луны |
| Традиционные ГЭС Малые ГЭС                                   | Движение воды в реках                       | Солнечный ядерный синтез                        |
| Приливные электростанции                                     | Движение воды в океанах и морях             | Движения Земли и Луны                           |
| Волновые электростанции                                      | Энергия волн морей и океанов                | Солнечный ядерный синтез, Движения Земли и Луны |
| Геотермальные станции                                        | Тепловая энергия горячих источников планеты | Внутренняя энергия Земли                        |
| Сжигание ископаемого топлива                                 | Химическая энергия ископаемого топлива      | Солнечный ядерный синтез в прошлом.             |
| Сжигание возобновляемого топлива традиционное нетрадиционное | Химическая энергия возобновляемого топлива  | Солнечный ядерный синтез                        |
| Атомные электростанции                                       | Тепло, выделяемое при ядерном распаде       | Ядерный распад                                  |

1. Зелёным шрифтом обозначены нетрадиционные способы использования энергии.
2. Зелёным цветом залиты возобновляемые источники энергии.

#### Ветроэнергетика
В последнее время многие страны расширяют использование ветроэнергетических установок (ВЭУ). Больше всего их используют в странах Западной Европы (Дания, ФРГ, Великобритания, Нидерланды), в США, в Индии, Китае.
Согласно Ассоциации ветроэнергетики Европы (WindEurope), по результатам 2019 года, в Европе лидерами в ветроэнергетике стали Дания (48 % электричества из ветра), Ирландия (33 %), Португалия (27 %), Германия (26 %) и Великобритания (22 %).
- Автономные ветрогенераторы
- Ветрогенераторы, работающие параллельно с сетью

#### Биотопливо
- Жидкое: Биодизель, биоэтанол.
- Твёрдое: древесные отходы и биомасса (щепа, гранулы (топливные пеллеты) из древесины, лузги, соломы и т. п., топливные брикеты)
- Газообразное: биогаз, синтез-газ.

#### Гелиоэнергетика
Солнечные электростанции (СЭС) работают более чем в 80 странах.
- Солнечный коллектор, в том числе Солнечный водонагреватель, используется как для нагрева воды для отопления, так и для производства электроэнергии.
- Энергетическая башня, совмещает солнечную и ветроэнергетику. Есть два варианта. Первый — охлаждение нагретого солнцем воздуха на высоте нескольких сотен метров и преобразование кинетической энергии нисходящих потоков воздуха в электроэнергию. Второй — нагревание солнцем почвы и воздуха в очень большом парнике и преобразование кинетической энергии восходящего потока воздуха в электроэнергию.
- Фотоэлектрические элементы
- Наноантенны

#### Альтернативнаягидроэнергетика

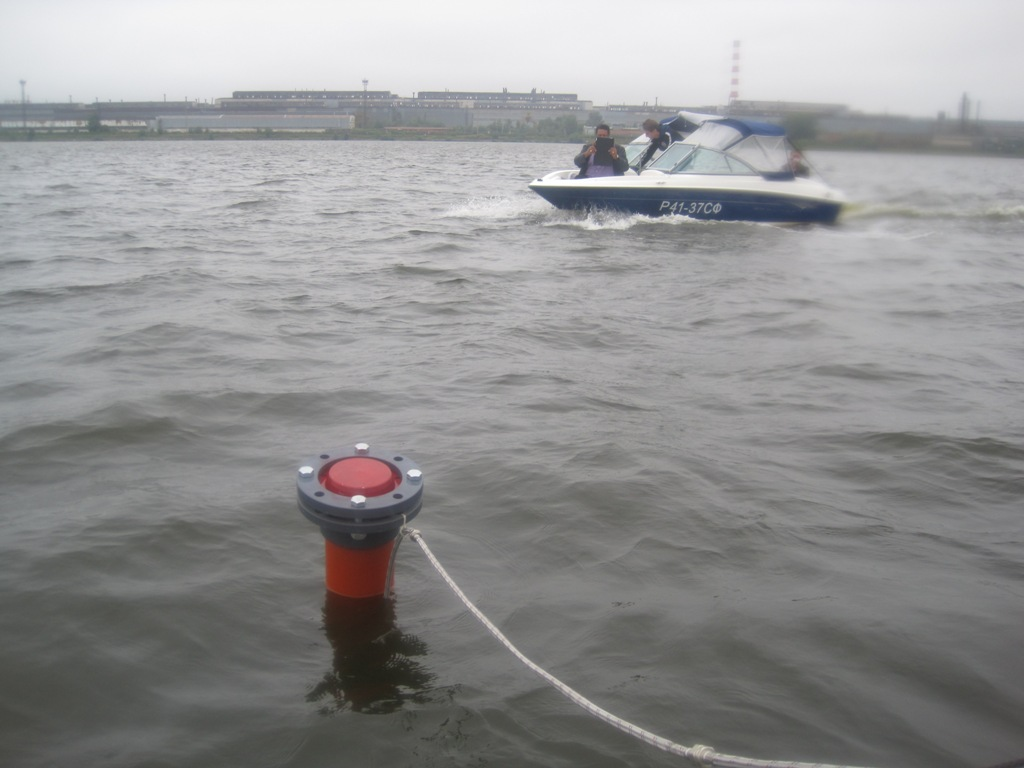
Российский волновой генератор
«Ocean 160»

- Приливные электростанции (ПЭС) пока имеются лишь в нескольких странах — Франции, Великобритании, Канаде, России, Индии, Китае, Южной Корее, Норвегии
- Волновые электростанции.
- Мини и микро ГЭС (устанавливаются в основном на малых реках).
- Энергия температурного градиента морской воды
- Аэро ГЭС (конденсация влаги из атмосферы, в том числе из облаков)[4][5] — работают опытные установки[6].

#### Геотермальная энергетика
Используется как для нагрева воды для отопления, так и для производства электроэнергии.
На геотермальных электростанциях вырабатывают немалую часть электроэнергии в странах Центральной Америки, на Филиппинах, в Исландии; Исландия также являет собой пример страны, где термальные воды широко используются для обогрева, отопления.
- Тепловые электростанции (принцип отбора высокотемпературных грунтовых вод и использования их в цикле)
- Грунтовые теплообменники (принцип отбора тепла от грунта посредством теплообмена)

#### Мускульная сила человека
Хотя мускульная сила является самым древним источником энергии, и человек всегда стремился заменить её чем-то другим, в настоящее время она продолжает использоваться для транспортных средств на мускульной тяге — велосипед, самокат, веломобиль и т. п.

#### Грозовая энергетика
Грозовая энергетика — это способ использования энергии путём поимки и перенаправления энергии молний в электросеть. Компания Alternative Energy Holdings в 2006 году объявила о создании прототипа модели, которая может использовать энергию молнии. Предполагалось, что эта энергия окажется значительно дешевле энергии, полученной с помощью современных источников, и срок окупаемости установки составит от 4 до7 лет. Но для эффективной работы нужны установки большой площади в местах грозовой активности с мощными преобразователями и конденсаторами больших размеров, которые на 2023 год не производятся.

#### Управляемый термоядерный синтез
Синтез более тяжёлых атомных ядер из более лёгких с целью получения энергии, который носит управляемый характер. До сих пор не применяется.

#### Космическая энергетика
Получение электроэнергии в фотоэлектрических элементах, расположенных на околоземной орбите или на Луне. Электроэнергия будет передаваться на Землю в форме микроволнового излучения.
Может способствовать глобальному потеплению. До сих пор не применяется.

### Направления альтернативной энергетики помимо использования нетрадиционных источников энергии

#### Распределённое производство энергии
Новая тенденция в энергетике, связанная с производством тепловой и электрической энергии.

#### Водородная энергетика
На сегодняшний день для производства водорода требуется больше энергии, чем возможно получить при его использовании, поэтому считать его источником энергии нельзя. Он является лишь средством хранения и доставки энергии.
- Водородные двигатели (для получения механической энергии)
- Топливные элементы (для получения электричества)
- Биоводород

Согласно оценке HydrogenCouncil (ассоциация крупных международных компаний, куда входят Total, Toyota, BP, Shell и другие, в основном европейские и японские, корпорации), в 2050 году доля водорода в потреблении энергии составит 18 %.

#### Криоэнергетика
Криоэнергетика — это способ аккумулирования избыточной энергии посредством сжижения воздуха.
В промышленной зоне Слау построена первая в мире 300-киловаттная криогенная аккумулирующая электростанция.
В феврале 2011 года от Highview Power Storage отсоединился стартап Dearman Engine, занимающийся разработкой криогенных двигателей
.
В ВМФ Швеции субмарины типа «Готланд» стали первыми серийными лодками с двигателями Стирлинга, которые позволяют им находиться под водой непрерывно до 20 суток. В настоящее время все подводные лодки ВМС Швеции оснащены двигателями Стирлинга, а шведские кораблестроители уже хорошо отработали технологию оснащения этими двигателями подводных лодок, путём врезания дополнительного отсека, в котором и размещается новая двигательная установка. Двигатели работающие на жидком кислороде, который используется в дальнейшем для дыхания, имеют очень низкий уровень шума.

#### Гравитационная энергетика
Гравитационная энергетика — аккумулирование избыточной энергии посредством запасания её в виде потенциальной энергии гравитационного поля.
Компания Energy Vault разработала проект гравитационной аккумулирующей электростанции, представляющей собой подъёмный кран с шестью стрелами, электродвигатели которого работают как электрогенераторы при спуске блоков, и поставленные друг на друга блоки. Когда в электросеть поступает избыточная энергия, она тратится на поднятие блоков. А в часы-пик, при спуске блоков кранами, энергия возвращается в сеть.

## Перспективы
Перспективы использования возобновляемых источников энергии связаны с их экологической чистотой, низкой стоимостью эксплуатации и ожидаемым топливным дефицитом в традиционной энергетике.
Евросоюз в рамках «Стратегии 2030» (основных направлений политики в области климата и энергетики) планирует увеличить к 2030 году долю возобновляемой энергетики в конечном потреблении до 32%. Весь рынок возобновляемой энергии оценивают на 2024 год в 4,24 тераватт и, по прогнозам, достигнет 5,98 тераватт к 2029 году, со среднегодовым ростом в 7,09%.
По оценкам МЭА, для достижения нулевого суммарного выброса углекислого газа к 2050 г. с целью предотвращения потепления на Земле более чем на 1,5 градуса по Цельсию, две трети всей энергии и 90% электроэнергии на планете будет производить зелёная энергетика. К 2030 году развитие зеленой энергетики позволит создать 14 миллионов новых рабочих мест.

## Инвестиции
Согласно отчёту ООН, в 2008 году во всём мире было инвестировано $140 млрд в проекты, связанные с альтернативной энергетикой, тогда как в добычу угля и нефти было инвестировано $110 млрд.
Во всём мире в 2008 году инвестировали $51,8 млрд в ветроэнергетику, $33,5 млрд в солнечную энергетику и $16,9 млрд в биотопливо. Страны Европы в 2008 году инвестировали в альтернативную энергетику $50 млрд, страны Америки — $30 млрд, Китай — $15,6 млрд, Индия — $4,1 млрд.
В 2018 году инвестиции в сектор возобновляемой энергетики достигли показателя $288,9 млрд. На глобальном уровне солнечная энергетика по-прежнему осталась основным направлением инвестиций с показателем $139,7 млрд в 2018 году (сокращение на 22 %). Инвестиции в сферу ветроэнергетики в 2018 году увеличились на 2 % и достигли показателя в $134,1 млрд. На остальные секторы пришёлся значительно меньший объём инвестиций, хотя инвестиции в биоэнергетику и производство энергии путём сжигания отходов увеличились на 54 % и составили $8,7 млрд.

## Распространение
Согласно данным BP, в 2019 году доля альтернативных возобновляемых источников энергии (без ГЭС) составила 10,8 % в мировой генерации электричества, впервые обойдя атомную энергию по этому показателю. По состоянию на 2020 год суммарная мировая установленная мощность возобновляемой энергии (без гидроэнергетики) 1 668 ГВт. На 2020 год суммарная мировая установленная мощность солнечной энергетики достигает 760 ГВт. На 2020 год суммарная мировая установленная мощность ветроэнергетики достигает 743 ГВт. На 2020 год суммарная мировая установленная мощность биоэнергетики достигает 145 ГВт. На 2020 год суммарная мировая установленная мощность геотермальной энергетики 14,1 ГВт.
В первичной энергии (общем энергобалансе) доля альтернативной энергетики выросла до 5 %, поднявшись с 4,5 % в 2018 году и также обойдя атомную энергию.
По состоянию на 2017 год альтернативные источники энергии выработали 9,6 % электроэнергии в США, включая 6,3 % из ветровых и 1,3 % из солнечных электростанций.
За первую половину 2020 года в Германии альтернативные источники энергии выработали рекордные 52 % электричества. Ветер занял первое место среди источников электроэнергии, выработав 30,6 % электричества, а солнце дало 11,4 %.